# 波佐利主教座堂
波佐利圣保古吕圣雅纳略圣殿主教座堂（Basilica minore Cattedrale dei SS. Procolo e Gennaro）是一座罗马天主教宗座圣殿、天主教波佐利教區的主教座堂，位于意大利坎帕尼亚大区波佐利Terra区的顶部。
该堂在历史上曾经历多次破坏与重建。2014年5月11日重新开放。

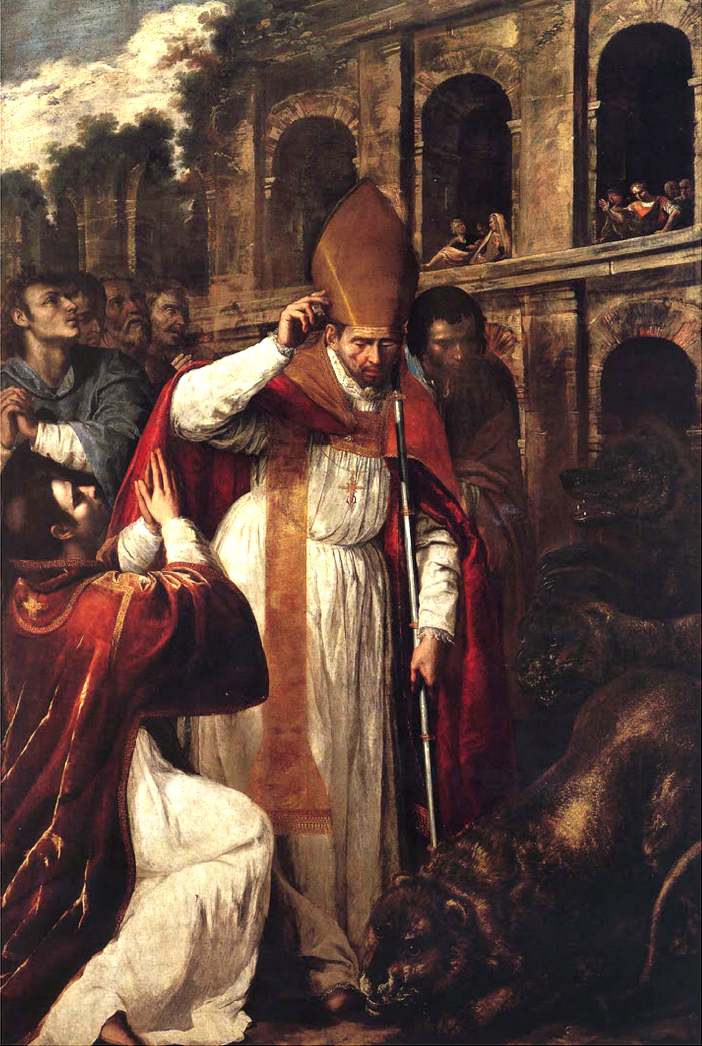
圣雅纳略
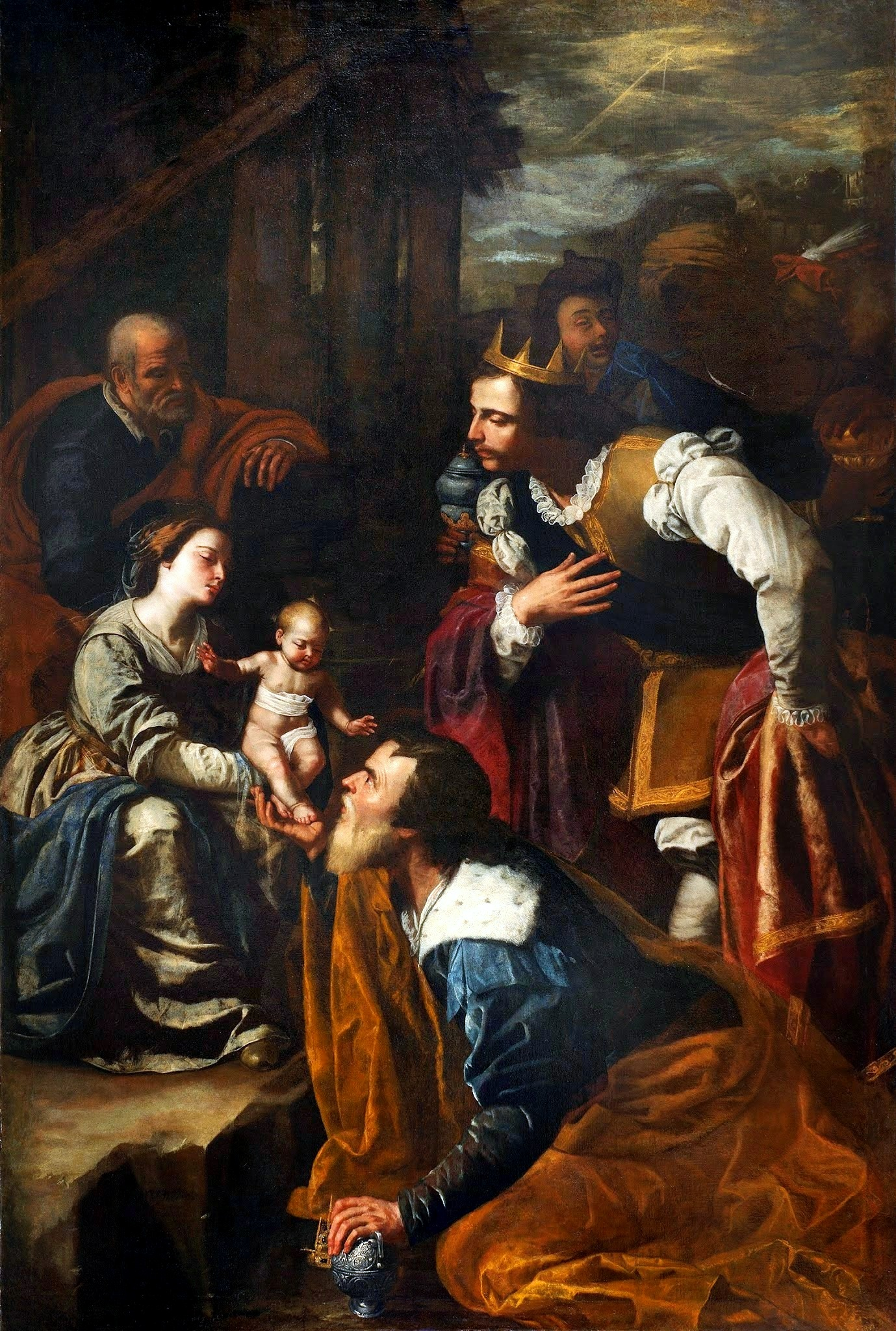
三博士朝拜
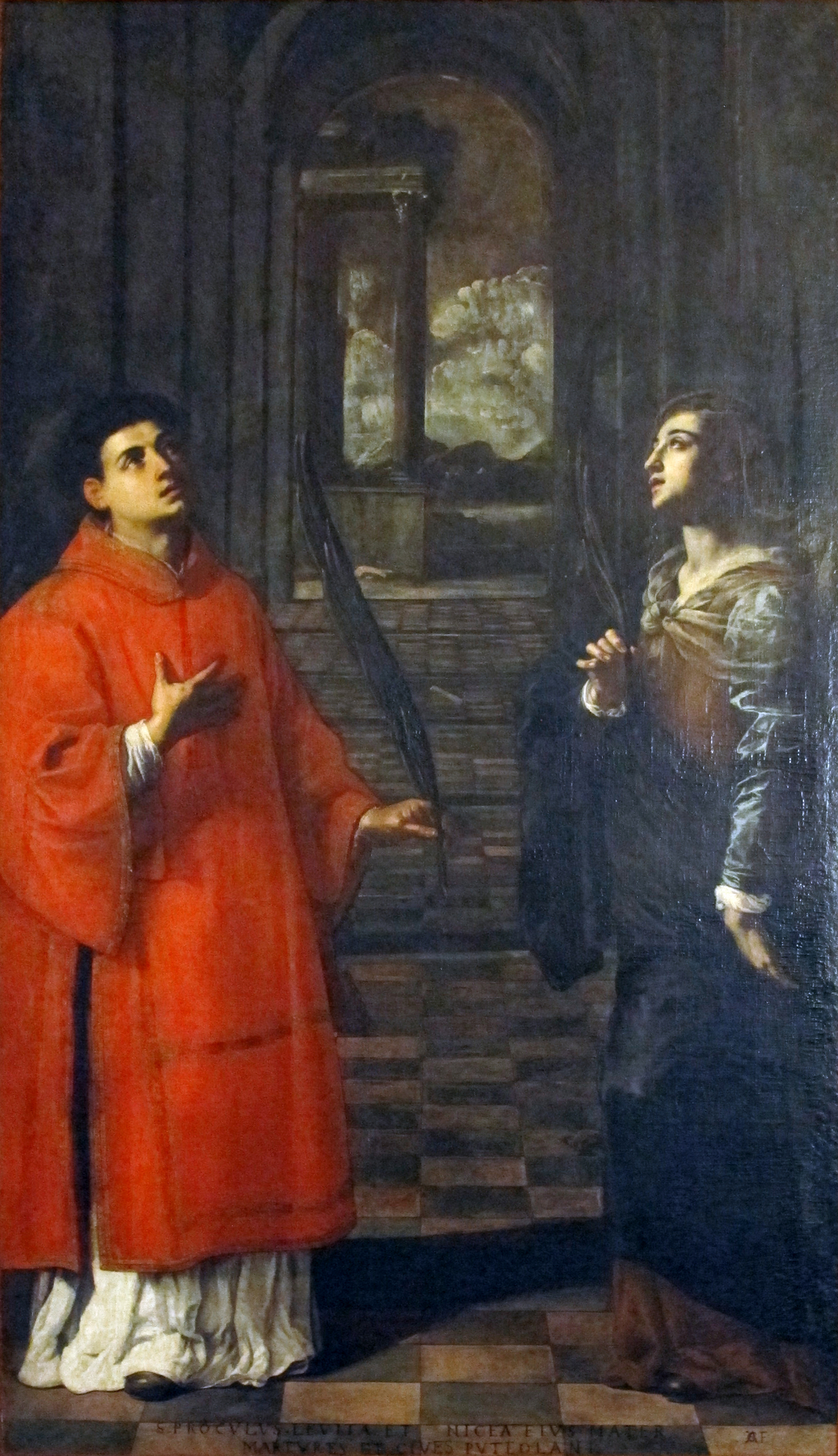
圣保古吕
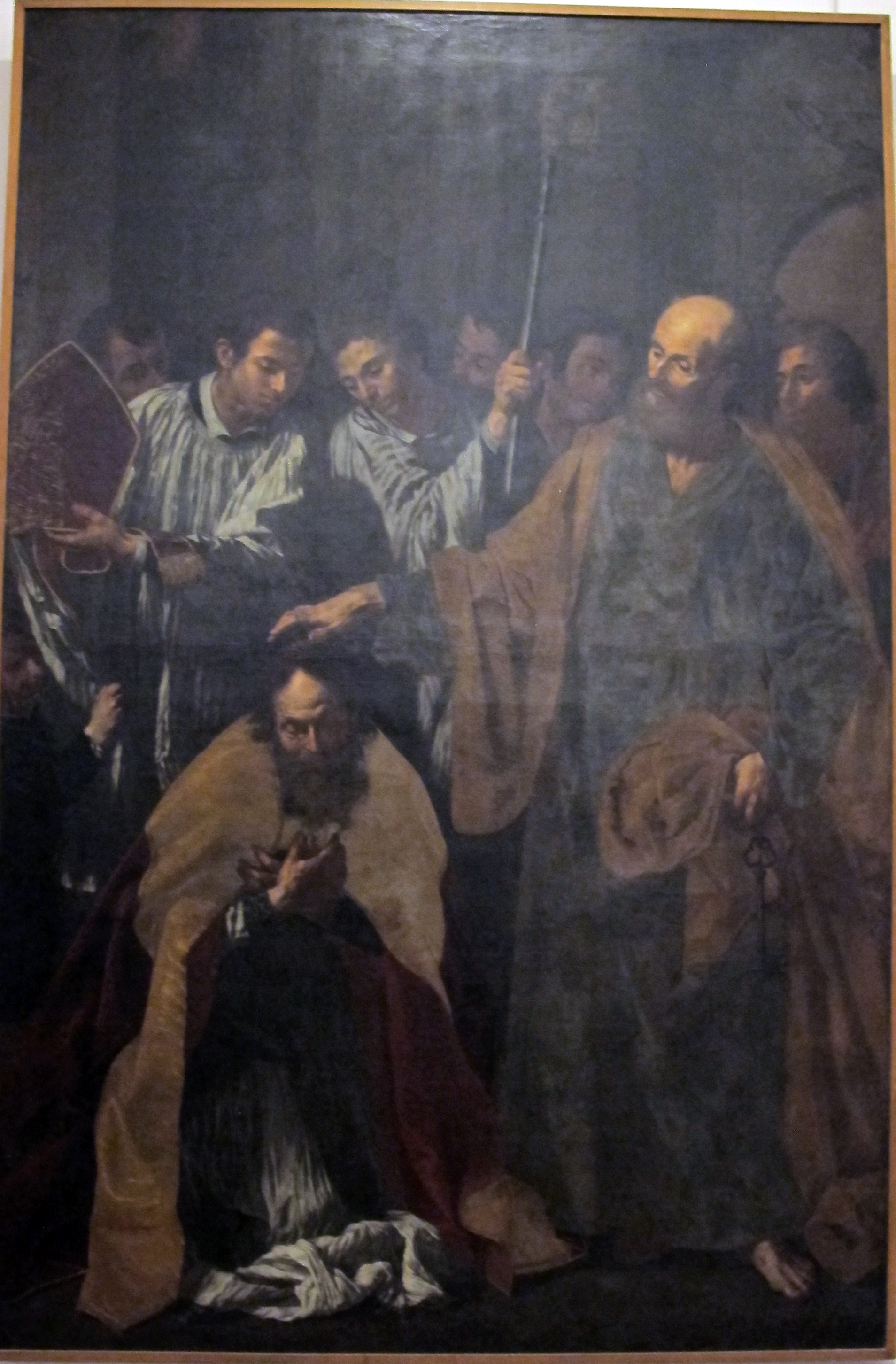